# Pollo al chipotle
El pollo al chipotle se elabora cociendo el pollo en poca agua y jugo de naranja dulce, el pollo se deja una vez cocido, dorar en una sartén con más jugo de naranja, tomate, chile chipotle y un chile habanero, sal y pimienta.
Es un plato poco popular pero de sabor picante y delicioso del centro de México.
Existen diversas variaciones, como con chile poblano o rajas.
- Datos: Q6081922